# بیمارستان لیتهام
بیمارستان لیتهام (انگلیسی: Lytham Hospital)، برای کمک به نیازمندان در مواقع بیماری یا حادثه، برای اولین بار در سال ۱۸۷۱ میلادی افتتاح شد و هزینه اولیه آن به مبلغ ۱۲۰۰ پوند توسط سرهنگ جان تالبوت کلفتون تأمین شد.